# Морсано-аль-Тальяменто
Морсано-аль-Тальяменто (італ. Morsano al Tagliamento, вен. Morsano al Tajamento) — муніципалітет в Італії, у регіоні Фріулі-Венеція-Джулія,  провінція Порденоне.
Морсано-аль-Тальяменто розташоване на відстані близько 450 км на північ від Рима, 75 км на північний захід від Трієста, 21 км на схід від Порденоне.
Населення — 2811 осіб (2014).

## Демографія
Населення за роками:

Станом на 1 січня 2023 року в муніципалітеті офіційно проживав 191 іноземець з 26 країн, серед них 79 громадян країн Євросоюзу та 11 громадян України.

## Сусідні муніципалітети
- Каміно-аль-Тальяменто
- Кордовадо
- Фоссальта-ді-Портогруаро
- Сан-Мікеле-аль-Тальяменто
- Сан-Віто-аль-Тальяменто
- Сесто-аль-Регена
- Тельйо-Венето
- Вармо